# Acanthocereus maculatus
Acanthocereus maculatus, comúnmente conocido como tasajillo manchado, es una especie de planta suculenta perteneciente al género Acanthocereus, dentro de la familia Cactaceae. Es endémica de México y anteriormente se le conocía como Peniocereus maculatus.

## Descripción

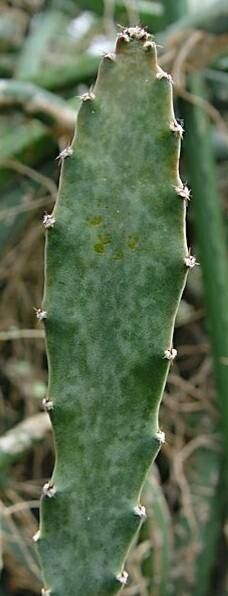
Detalle del tallo tallo

Acanthocereus maculatus es una especie de cactus trepador o rastrero que crece como un arbusto con brotes escasamente ramificados, alcanzando una altura de 1 a 2 metros. 
Las raíces son carnosas y se parecen a las zanahorias. Los brotes son de color verde oscuro y a veces de color púrpura con manchas (jaspeado). Están articulados, y cada sección miden hasta 50 cm de largo y un diámetro de 3 centímetros. Presentan de tres a cuatro costillas rectas o ligeramente onduladas. 
Las espinas, de color marrón rojizo a gris, miden de 1 a 3 milímetros de largo y en su mayoría están engrosadas en su base. Tienen de una a dos espinas centrales y generalmente siete espinas marginales.
Las flores son de color crema y se abren por la noche. Miden de 9 a 10 cm de largo y tienen el pericarpelo  cubierto de areolas de lana blanca y unas cuantas espinas. Los frutos son rojos, con forma de pera, y miden hasta 5 cm de largo.

## Distribución y hábitat

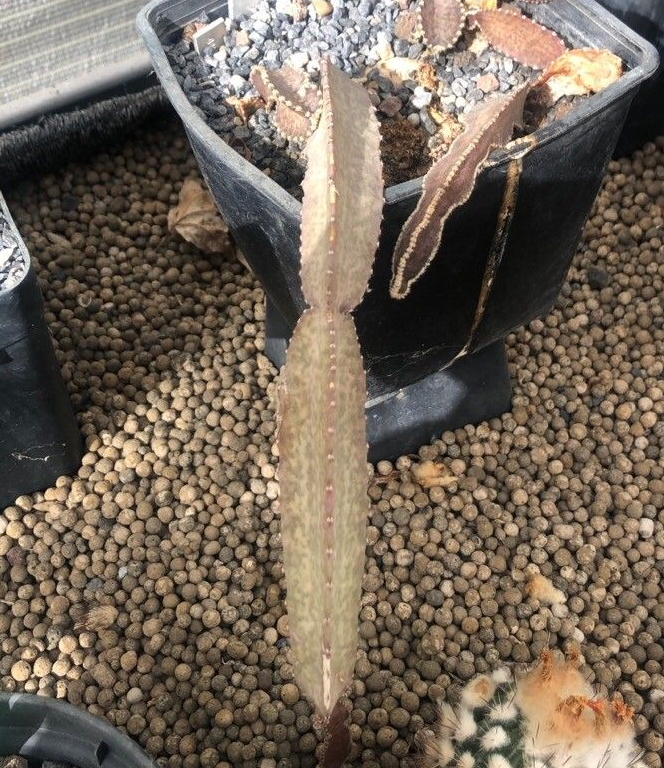
Cultivo en maceta

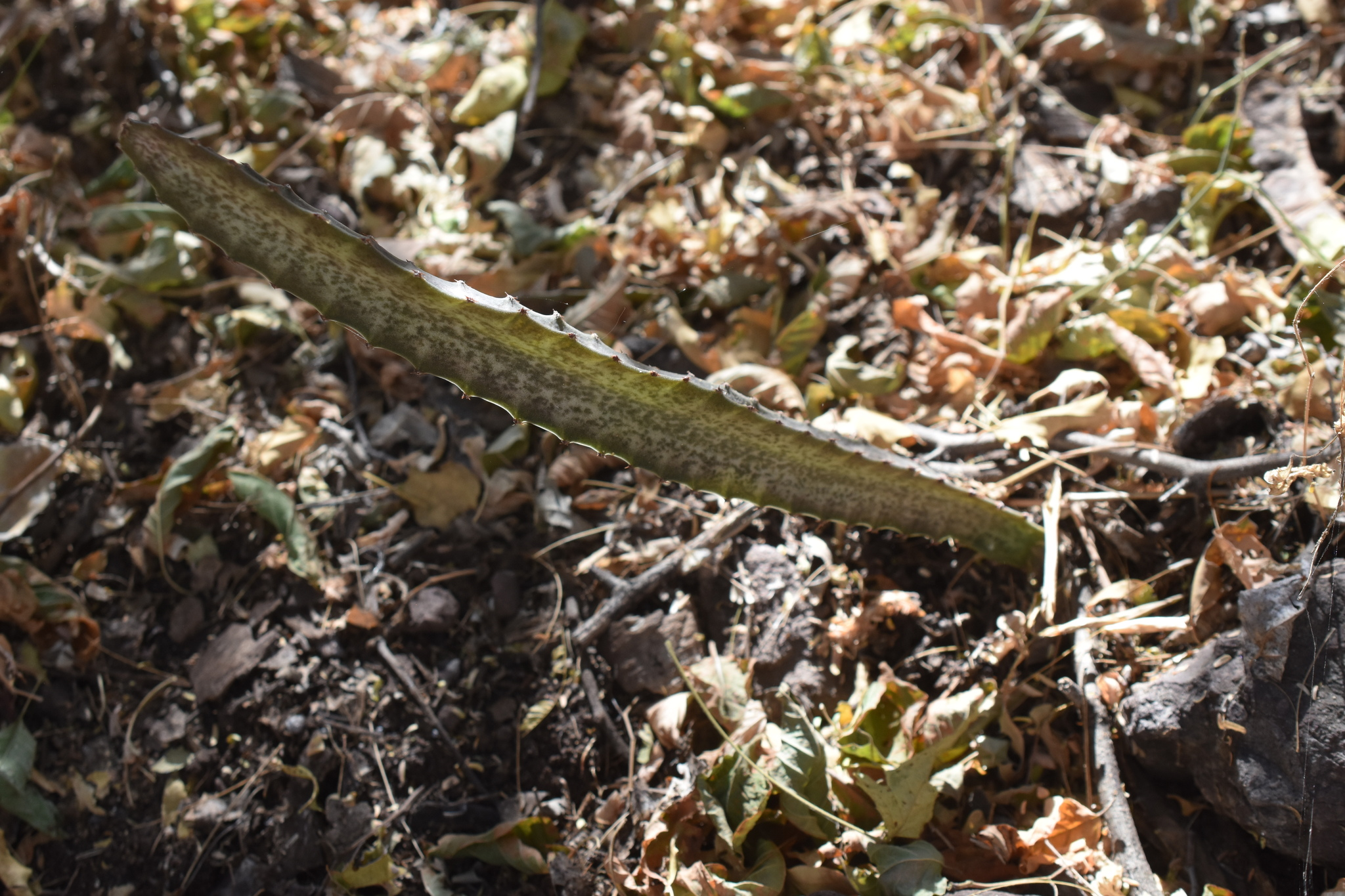
Planta en su hábitat

El área de distribución nativa de esta especie es el centro y suroeste de México, y crece principalmente en el bioma tropical estacionalmente seco. Vive de 300 a 800 m sobre el nivel del mar, en bosques tropicales caducifolios.

## Taxonomía
La primera descripción de esta especie fue como Cereus maculatus, publicada en 1933 por el botánico alemán Wilhelm Weingart en la revista científica Kakteenkunde 1933: 14.
Más tarde, el botánico danés Frederik Marcus Knuth trasladó la especie al género Acanthocereus, por lo que pasó a llamarse Acanthocereus maculatus. Registró estos cambios en el libro Kaktus-ABC: 303, publicado en 1936.

Etimología
- Acanthocereus: nombre genérico que deriva de las palabras griegas akantha (que significa 'espinoso') y cereus (que significa 'vela', 'cirio'), haciendo referencia a su forma columnar espinosa.[6]
- maculatus: epíteto específico latino que significa 'manchado', haciendo referencia a los característicos tallos jaspeados de esta especie.[7]

## Estado de conservación
Las poblaciones de esta especie son muy pequeñas y se encuentran amenazadas por las actividades mineras, agrícolas y ganaderas, En la Lista Roja de Especies Amenazadas de la UICN , la especie está clasificada como “En Peligro Crítico (CR)”

## Usos
Aunque es una especie desconocida, puede cultivarse principalmente como planta ornamental.